# Orthonops overtus
Orthonops overtus  (лат.) — вид мелких пауков рода Orthonops из семейства Caponiidae. Северная Америка: Мексика (штаты Нижняя Калифорния и Южная Нижняя Калифорния).

## Описание
Длина самцов до 3,85 мм (самки крупнее — до 5,34 мм). Имеют только 2 глаза. Развит вентральный полупрозрачный киль на переднем метатарзусе и сильно редуцированную полупрозрачную мембрану между метатарзусом и лапкой передней пары ног.
Вид Orthonops overtus был впервые описан в 1924 году американским зоологом профессором Ральфом Чемберлином (Ralph Vary Chamberlin, 1879—1967; США). В 1995 году его валидность подтверждена в ходе родовой ревизии американским арахнологом профессором Норманом Платником (Norman I. Platnick; Американский музей естественной истории, США). Таксон Orthonops overtus включён в состав рода Orthonops Chamberlin, 1924 (вместе с Orthonops gertschi, Orthonops giulianii, Orthonops icenoglei, Orthonops lapanus, Orthonops ovalis, Orthonops zebra и другими).